# 11-й истребительный авиационный полк ВВС Балтийского флота
11-й истребительный авиационный Краснознамённый полк ВВС Балтийского флота — воинская часть ВВС Балтийского флота СССР в Великой Отечественной войне.

## История
Сформирован в начале 1942 года в Моздоке в составе ВВС Черноморского флота на базе 11-го штурмового авиационного полка ВВС Черноморского флота. Перебазирован в Гора-Валдай на Ораниенбаумский плацдарм и передан в состав ВВС Балтийского флота 1 февраля 1942 года. Собственно, официально оставался штурмовым вплоть до 19 октября 1942 года, хотя неофициально мог называться истребительным с февраля 1942 года. На вооружении полка при формировании стояли самолёты И-15 бис и И-16. 1-я эскадрилья полка непосредственно по поступлении на Балтийский флот была передана в 71-й истребительный авиационный полк ВВС Балтийского флота, а 12 августа 1942 года ещё одна эскадрилья была передана в 21-й истребительный авиационный полк ВВС Балтийского флота.
В составе действующей армии во время ВОВ c 18 февраля 1942 по 9 мая 1945 года.
В течение 1942 года действует над Ладожским озером, прикрывая суда и портовые сооружения в Кобоне и Осиновце, над Финским заливом и его островами, в частности островом Гогланд, над Ленинградом и над северным и северо-восточным побережьем Финского залива, ведёт воздушные бои с люфтваффе и финскими ВВС. Сначала действовал с аэродрома Гора-Валдай, с 9 апреля 1942 года действует с аэродрома Приютино, а затем базируется на аэродроме Новая Ладога (на 1 января 1943 года базируется там).
В январе 1943 года принимал участие в прорыве блокады Ленинграда.
С началом навигации, в апреле 1943 года был придан Ладожской военной флотилии, и в течение 1943 года действует, прикрывая судоходство по озеру. 24 апреля 1943 получил из 12-й отдельной истребительной авиационной эскадрильи оставшиеся у неё МиГ-3, а 26 октября 1943 передал 3-ю эскадрилью в 12-й истребительный авиационный полк ВВС Балтийского флота.
В начале 1944 года, базируясь на аэродроме Большое Поле, принимает участие в Красносельско-Ропшинской операции, поддерживая наземные войска.
16 июля 1944 года на ЛаГГ-3 прикрывает удар советской авиации, в результате которого был потоплен крейсер «Ниобе».
Осенью 1944 года действует с аэродромов на побережье Эстонии, в районе Пярну.

## Полное наименование
11-й истребительный авиационный Краснознамённый полк ВВС Балтийского флота

## Подчинение
| Дата            | Флот            | Армия | Корпус | Дивизия (бригада)                                             | Примечания |
| --------------- | --------------- | ----- | ------ | ------------------------------------------------------------- | ---------- |
| 01.02.1942 года | Балтийский флот | -     | -      | 61-я истребительная авиационная бригада ВВС Балтийского флота | -          |
| 01.03.1942 года | Балтийский флот | -     | -      | 61-я истребительная авиационная бригада ВВС Балтийского флота | -          |
| 01.04.1942 года | Балтийский флот | -     | -      | 61-я истребительная авиационная бригада ВВС Балтийского флота | -          |
| 01.05.1942 года | Балтийский флот | -     | -      | 61-я истребительная авиационная бригада ВВС Балтийского флота | -          |
| 01.06.1942 года | Балтийский флот | -     | -      | 61-я истребительная авиационная бригада ВВС Балтийского флота | -          |
| 01.07.1942 года | Балтийский флот | -     | -      | 61-я истребительная авиационная бригада ВВС Балтийского флота | -          |
| 01.08.1942 года | Балтийский флот | -     | -      | 61-я истребительная авиационная бригада ВВС Балтийского флота | -          |
| 01.09.1942 года | Балтийский флот | -     | -      | 61-я истребительная авиационная бригада ВВС Балтийского флота | -          |
| 01.10.1942 года | Балтийский флот | -     | -      | 61-я истребительная авиационная бригада ВВС Балтийского флота | -          |
| 01.11.1942 года | Балтийский флот | -     | -      | 61-я истребительная авиационная бригада ВВС Балтийского флота | -          |
| 01.12.1942 года | Балтийский флот | -     | -      | 61-я истребительная авиационная бригада ВВС Балтийского флота | -          |
| 01.01.1943 года | Балтийский флот | -     | -      | 9-я штурмовая авиационная бригада ВВС Балтийского флота       | -          |
| 01.02.1943 года | Балтийский флот | -     | -      | 9-я штурмовая авиационная бригада ВВС Балтийского флота       | -          |
| 01.03.1943 года | Балтийский флот | -     | -      | 9-я штурмовая авиационная бригада ВВС Балтийского флота       | -          |
| 01.04.1943 года | Балтийский флот | -     | -      | 9-я штурмовая авиационная бригада ВВС Балтийского флота       | -          |
| 01.05.1943 года | Балтийский флот | -     | -      | 9-я штурмовая авиационная бригада ВВС Балтийского флота       | -          |
| 01.06.1943 года | Балтийский флот | -     | -      | 9-я штурмовая авиационная бригада ВВС Балтийского флота       | -          |
| 01.07.1943 года | Балтийский флот | -     | -      | 9-я штурмовая авиационная бригада ВВС Балтийского флота       | -          |
| 01.08.1943 года | Балтийский флот | -     | -      | 9-я штурмовая авиационная дивизия ВВС Балтийского флота       | -          |
| 01.09.1943 года | Балтийский флот | -     | -      | 9-я штурмовая авиационная дивизия ВВС Балтийского флота       | -          |
| 01.10.1943 года | Балтийский флот | -     | -      | 9-я штурмовая авиационная дивизия ВВС Балтийского флота       | -          |
| 01.11.1943 года | Балтийский флот | -     | -      | 9-я штурмовая авиационная дивизия ВВС Балтийского флота       | -          |
| 01.12.1943 года | Балтийский флот | -     | -      | 9-я штурмовая авиационная дивизия ВВС Балтийского флота       | -          |
| 01.01.1944 года | Балтийский флот | -     | -      | 9-я штурмовая авиационная дивизия ВВС Балтийского флота       | -          |
| 01.02.1944 года | Балтийский флот | -     | -      | 9-я штурмовая авиационная дивизия ВВС Балтийского флота       | -          |
| 01.03.1944 года | Балтийский флот | -     | -      | 9-я штурмовая авиационная дивизия ВВС Балтийского флота       | -          |
| 01.04.1944 года | Балтийский флот | -     | -      | 9-я штурмовая авиационная дивизия ВВС Балтийского флота       | -          |
| 01.05.1944 года | Балтийский флот | -     | -      | 9-я штурмовая авиационная дивизия ВВС Балтийского флота       | -          |
| 01.06.1944 года | Балтийский флот | -     | -      | 11-я штурмовая авиационная дивизия ВВС Балтийского флота      | -          |
| 01.07.1944 года | Балтийский флот | -     | -      | 11-я штурмовая авиационная дивизия ВВС Балтийского флота      | -          |
| 01.08.1944 года | Балтийский флот | -     | -      | 11-я штурмовая авиационная дивизия ВВС Балтийского флота      | -          |
| 01.09.1944 года | Балтийский флот | -     | -      | 11-я штурмовая авиационная дивизия ВВС Балтийского флота      | -          |
| 01.10.1944 года | Балтийский флот | -     | -      | 11-я штурмовая авиационная дивизия ВВС Балтийского флота      | -          |
| 01.11.1944 года | Балтийский флот | -     | -      | 11-я штурмовая авиационная дивизия ВВС Балтийского флота      | -          |
| 01.12.1944 года | Балтийский флот | -     | -      | 11-я штурмовая авиационная дивизия ВВС Балтийского флота      | -          |
| 01.01.1945 года | Балтийский флот | -     | -      | 11-я штурмовая авиационная дивизия ВВС Балтийского флота      | -          |
| 01.02.1945 года | Балтийский флот | -     | -      | 11-я штурмовая авиационная дивизия ВВС Балтийского флота      | -          |
| 01.03.1945 года | Балтийский флот | -     | -      | 11-я штурмовая авиационная дивизия ВВС Балтийского флота      | -          |
| 01.04.1945 года | Балтийский флот | -     | -      | 11-я штурмовая авиационная дивизия ВВС Балтийского флота      | -          |
| 01.05.1945 года | Балтийский флот | -     | -      | 11-я штурмовая авиационная дивизия ВВС Балтийского флота      | -          |

## Командиры
- майор Иван Михайлович Рассудков, 18.02.42 — 07.04.43
- майор Константин Гаврилович Теплинский, 07.04.1943 — 03.09.1943
- майор Иван Сергеевич Яковлев, 03.09.1943 — 03.02.1944
- подполковник М. П. Носков, 03.02.1944 — 20.01.1945
- подполковник Валентин Васильевич Волочнев, 20.01.1945 — 09.05.1945

## Награды и наименования
| Награда (наименование) | Дата       | За что получена |
| ---------------------- | ---------- | --- |
| Орден Красного Знамени | 16.12.1944 | за образцовое выполнение заданий командования в боях с немецкими захватчиками, за овладение островом Сарема (Эзель) и проявленные при этом доблесть и мужество |